# 2208 Pushkin
2208 Pushkin è un asteroide della fascia principale del diametro medio di circa 38,31 km. Scoperto nel 1977, presenta un'orbita caratterizzata da un semiasse maggiore pari a 3,4921755 UA e da un'eccentricità di 0,0468605, inclinata di 5,41668° rispetto all'eclittica.
L'asteroide è dedicato al poeta russo Aleksandr Sergeevič Puškin.